# Воробьёв, Михаил (футболист)
Михаил Воробьёв (род. 1952) — советский футболист, нападающий. Начал карьеру в 1972 в минском СКА, игравшем на первенство Белорусской ССР. В высшей советской лиге провёл один матч в 1973 году за ЦСКА против киевского «Динамо», выйдя на замену Вильгельму Теллингеру. В 1975—1978 годах выступал во второй советской лиге за казахстанские «Трактор» Павлодар и «Шахтёр» Караганда.